# Susan Shentall
Susan Shentall (* 21. Mai 1934 in Sheffield, Yorkshire, England; † 18. Oktober 1996 in Market Harborough, Leicestershire, England) war eine britische Schauspielerin. Bekanntheit erlangte die Laiendarstellerin durch die weibliche Titelrolle in Renato Castellanis Romeo und Julia (1954), die ihr einziger Auftritt in einem Spielfilm bleiben sollte.

## Leben

### Entdeckung für den Film
Susan Shentall stammte aus dem ländlichen Norden Englands und war die Tochter vermögender Eltern. Die blonde, blauäugige Kunststudentin wurde im Alter von 18 Jahren in einem Londoner Restaurant von Kameramann Robert Krasker (Der dritte Mann) entdeckt, der sie Renato Castellani weiterempfahl. Der italienische Filmregisseur arbeitete zu dieser Zeit an einer Kinoadaption von William Shakespeares Romeo und Julia und hatte ein Jahr lang vergeblich nach der passenden Besetzung für die weibliche Hauptrolle gesucht.
Obwohl Shentall über keinerlei Schauspielerfahrung verfügte, fand sie Gefallen daran, in einer Shakespeare-Inszenierung mitzuwirken. Nach einem Treffen mit Castellani folgten Testaufnahmen mit Krasker, der die Kameraarbeit bei dem Filmprojekt übernehmen sollte. Diese fielen so befriedigend aus, dass die junge Engländerin zu einem Vorsprechen mit dem Shakespeare-Text eingeladen wurde, bei dem sie ebenfalls überzeugte. Castellani gab ihr daraufhin die weibliche Titelrolle. Er hatte bereits bei seinen vorangegangenen Filmen mit Laiendarstellern gearbeitet und lobte Shentall als geborene Schauspielerin, die über ein instinktives Verständnis und Wertschätzung von Shakespeares Dichtung verfügen würde.
Die Verpflichtung Shentalls für die britisch-italienische Koproduktion wurde im Frühjahr 1953 bekanntgegeben. Zu dieser Zeit hatte Claire Bloom die Rolle der Julia bis zur Perfektion auf britischen Bühnen gespielt. Die männliche Hauptrolle wurde mit dem 25-jährigen Theater- und Filmschauspieler Laurence Harvey besetzt, der sich in England einen Namen als Shakespeare-Darsteller gemacht, aber bis dahin noch nie den Part des Romeo übernommen hatte. Beide folgten damit den bekannten Leinwandstars Leslie Howard und Norma Shearer, die 1936 das berühmte Liebespaar unter der Regie George Cukors verkörpert hatten. Die Dreharbeiten zu Romeo und Julia fanden ab April 1953 an Originalschauplätzen in Mantua und Verona sowie in Venedig und Rom statt. Castellani bestand auf weitere unbekannte Gesichter und besetzte unter anderem die Rolle des Mercutio mit einem Veroneser Architekten und die des Montague mit einem venezianischen Kanalarbeiter.

### Erfolg als „Julia“ und Rückzug ins Privatleben
Romeo und Julia feierte seine Uraufführung im September 1954 im Wettbewerb der Internationalen Filmfestspiele von Venedig. Dort stand Castellanis erster Farbfilm in der Gunst der Kritiker und des Publikums und wurde mit dem Goldenen Löwen, den Hauptpreis des Filmfestivals, ausgezeichnet. Ebenso Kritikerlob wurde Susan Shentall zuteil. Die britische Times bemerkte ihre Flinkheit und Temperament im Umgang mit dem Shakespeare-Text und lobte sie mehr als Kodarsteller Laurence Harvey. Die Los Angeles Times handelte sie als mögliche Oscar-Kandidatin und als erster jugendlicher Star seit Jean Simmons in Hamlet (1948): „Sie hat wirklich diese reine Qualität, die wünschenswert für diese ungewöhnliche Heldin ist, neben einer außergewöhnlichen Wärme und Lebensfreude.“ Bosley Crowther (The New York Times) lobte ihre Darstellung als „ruhig, würdevoll und doch strahlend vor Wärme der jugendlichen Emotion“ und nahm Romeo und Julia später neben Die Faust im Nacken, Ein Mädchen vom Lande, Die Ferien des Monsieur Hulot oder Sabrina in seine Liste der zehn besten Filme des Jahres 1954 auf. Das amerikanische Magazin Time bemerkte, dass Harvey mit 26 Jahren und Shentall mit 20 Jahren die bislang jüngsten Romeo- und Julia-Darsteller auf der Filmleinwand seien. Beide würden zwar ihren Text ohne Inbrunst vortragen, doch gerade Shentall verfüge über einen „zarten Schleier der Sinnlichkeit“, der „Verheißungen der Leidenschaft auf ihr heiteres, kindliches Gesicht“ male, was selten und richtig für eine Julia-Interpretin wäre. Die einflussreiche amerikanische Reporterin Louella Parsons zählte die junge Engländerin neben der Amerikanerin Kim Novak zu den besten neuen Kinopersönlichkeiten, während ihre Konkurrentin Hedda Hopper Shentalls Schönheit mit einem Gemälde im Pariser Louvre verglich.
Obwohl Susan Shentall die Arbeit an Romeo und Julia nachträglich als wundervolle Erfahrung beschrieb und ihr eine erfolgreiche Filmkarriere vorausgesagt wurde, entsagte sie sich jeglicher weiterer Filmangebote. Auch schlug sie eine kostenfreie Reise in die USA aus, wo sie ihren Film hatte bewerben sollen. Shentall hatte Monate vor der Premiere von Romeo und Julia im ersten Halbjahr 1954 den Handelskettenbetreiber Philip Worthington geheiratet und sich ins Privatleben auf dem Land, in der Nähe von Leicester, in den englischen East Midlands, zurückgezogen. Der Filmproduzent und Regisseur Charles Marquis Warren bot ihr trotzdem die weibliche Hauptrolle der Prinzessin Matilda von Flandern in seinem Filmprojekt The Norman neben Jack Palance an. Den seinerzeit mit 75.000 US-Dollar dotierten Part in dem Historienepos folgte Shentall aber genauso wenig wie der weiblichen Hauptrolle in Irving Rappers Filmprojekt The Boy and the Bull. Die Los Angeles Times betitelte sie daraufhin spöttisch als „One-Shot Juliet“ (dt.: „Eine-Einstellung-Julia“) und die Karriere der Engländerin als kürzeste der Filmgeschichte: „Miss Shental war von Beginn an ein internationaler Star. Nun, über Nacht, ist sie nur noch eine britische Hausfrau.“
Shentall widmete sich nach ihrem kurzen Ausflug ins Filmgeschäft dem Familienleben. Sie nahm den Namen ihres Ehemannes an und wurde im April 1956 Mutter eines Sohnes. Zwei weitere Kinder sollen geboren worden sein. Shentall verstarb 1996 im Alter von 62 Jahren nach langer Krankheit.

## Filmografie
- 1954: Romeo und Julia (Romeo and Juliet)